# 高明見
高明見（1939年1月3日—），中華民國神經外科醫學專家，曾任第十一屆考試委員（2008年—2014年）、第五屆立法委員（2002年—2005年）。
高明見於1971年高明見經臺大醫院院方推薦赴日本東京大學腦外科進修，為參與臨床工作，要求通過日本國家醫師考試，乃獲得日本醫師執照，並專修顯微手術。另外，在1973年獲得東京醫科牙科大學醫學博士，1974年再赴美國哈佛大學麻省總醫院神經外科進修，強化臨床學識與技術，回國後，積極推動國內神經外科之發展。
另外，高明見於1984年又引進雷射醫療技術，成立雷射醫學會與雷射醫學研究中心，促進雷射醫療的發展，為台灣雷射學界的先驅，並爭取1989年在台北主辦世界雷射醫學大會，提昇中華民國國際地位。同時，引進電視內視鏡手術之觀念與技術，推廣低侵襲性手術治療，促進內視鏡手術的發展，首創電視內視鏡雷射交感神經手術，1992年獲得行政院傑出科技應用人才獎。
高明見在擔任臺大醫院神經外科教授兼主任以及神經外科學會理事長任內，積極推廣神經外科教育與訓練，提升神經外科水準。另外，積極參與醫師公會服務工作與台大校友會活動，並於2001年擔任台灣大學校友會文化基金會董事長。在九二一震災中，積極參與救護與輔導幫助災民復健。
有感於醫病關係緊張，與醫事人員形象的維護不易，高明見於2001年整合台灣醫事人員，籌組成立台灣醫事聯盟協會，促進與提升醫事人員的團結與形象。並於當年年底獲當選不分區立法委員，從單純的學術環境，投入多變的政治工作。
高明見當時為專職在立法院工作，乃提早自台大退休，隨之獲聘為名譽教授，另外也專任台北醫學大學講座教授。在以往四十多年的專業生涯，也先後擔任台灣多樣醫學會理事長，並任多種學術雜誌之編輯，始終努力促進國內醫學之發展。尤其最近獲當國際著名神經醫學雜誌副主編，並獲授權在台灣編輯專刊，對促進國內學術研究提升台灣國際學術地位，確有顯著助益。

## 外部連結
- 高明見臉書